# Иблис
Иблис, наричан също Шейтан или Шайтан е името на Дявола в исляма/Корана. Името Шейтан произхожда от ивритското Сатан(а) (противник), а „Иблис“ – вероятно от гръцкото Diabolos (дявол).
В Корана Шейтанът/Иблисът (شيطان/ إبليس) се появява за първи път още при историята за сътворението на света. След като Господ създал Адам и Ева, той заповядал на ангелите да им се подчиняват. Всички го сторили, с изключение на един, който казал: „Аз съм по-добър от Адам. Мен си ме направил от огън, а него – (само) от кал“ (Коран, сура 38, стих 76). Затова Иблисът бил изгонен от небето, но наказанието му продължава и до днес. За Иблиса се казва, че е онзи, който се чува, но не се вижда.
В Корана и в тълкуванията на святата за мюсюлманите книга съществуват противоречиви мнения дали Иблиса принадлежи към ангелите или към джиновете. Най-често срещаното мнение е, че Иблисът е създаден от огъня джин (Сура 38, 76; сура 55, 14; сура 15, 27). Други причисляват Иблиса към ангелите: „И Ние казахме на ангелите: 'Подчинете се на Адам'. Те се подчиниха, освен Иблис. Той отказа във високомерието си.“ (Сура 2, 34).